# 瑟爾瓦河

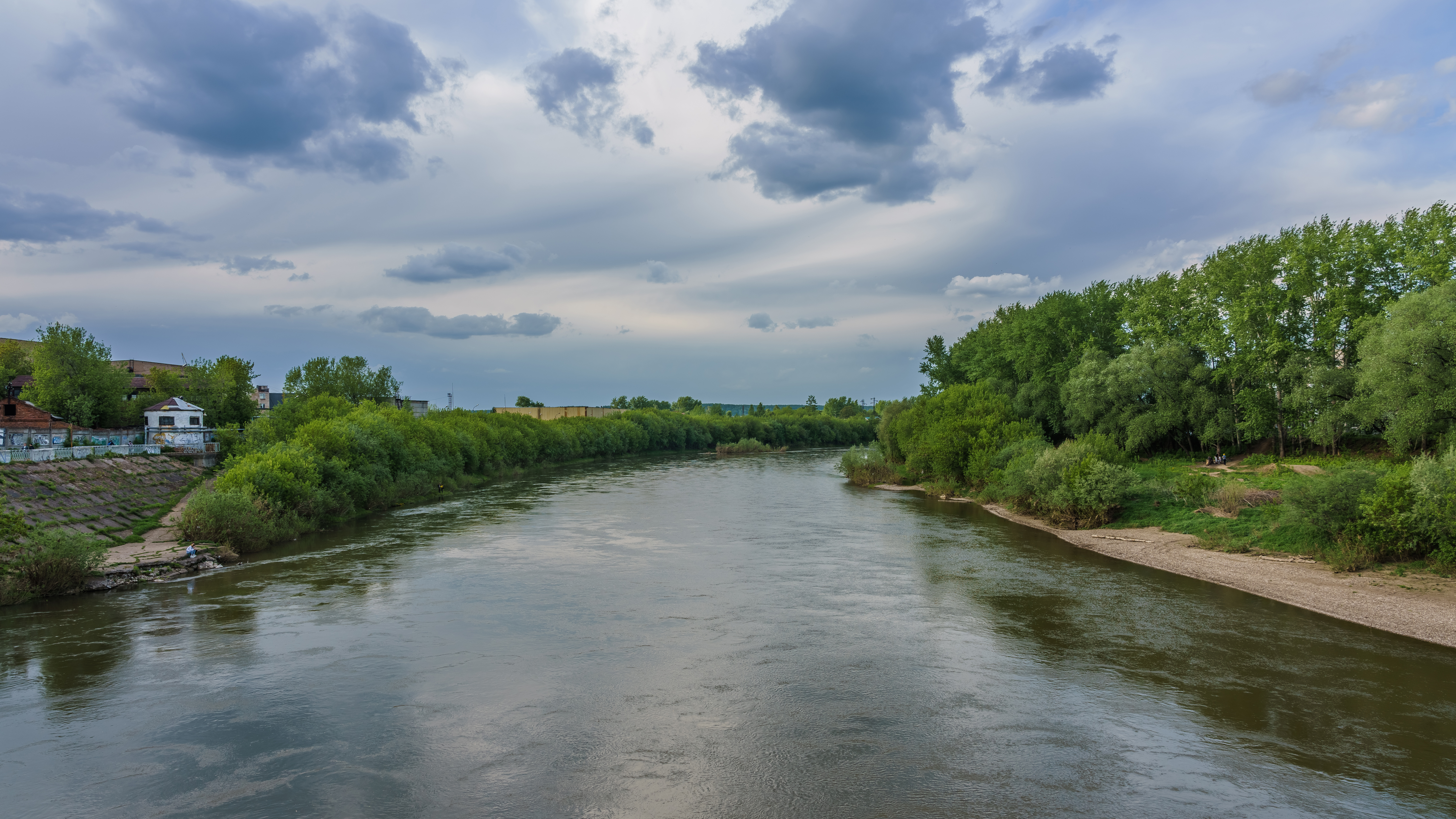

瑟爾瓦河是俄羅斯的河流，位於斯維爾德洛夫斯克州和彼爾姆邊疆區，河道全長493公里，流域面積19,700平方公里，注入卡馬水庫，每年11月至4月結冰。